# Liantor
Liantor (en russe : Лянтор) est une ville russe située dans le district autonome des Khantys-Mansis–Iougra, dans le raïon de Sourgout. Sa population s'élevait à 39 866 habitants en 2013.

## Géographie
Liantor est arrosée par la rivière Pim, un affluent de l'Ob, et se trouve à 79 km au nord-ouest de Sourgout, à 184 km au nord-est de Khanty-Mansiïsk, à 625 km au nord-est de Tioumen et à 2 074 km au nord-est de Moscou.

## Histoire
Liantor a été établie en 1967 à l'emplacement d'un village de pêcheurs en raison de la découverte d'un gisement de pétrole et de gaz naturel dans les environs. Elle reçut le statut de commune urbaine en 1980 et celui de ville en 1992. L'économie de la ville repose sur l'extraction du pétrole.

## Population
Recensements (*) ou estimations de la population
| 1980  | 1989*  | 2002*  | 2006   |
| ----- | ------ | ------ | ------ |
| 2 100 | 22 071 | 33 011 | 36 249 |

| 2010*  | 2012   | 2013   | 2014 |
| ------ | ------ | ------ | ---- |
| 38 992 | 39 455 | 39 866 | -    |